# Antares (Neutrinoteleskop)
Das ANTARES-Neutrinoteleskop war ein unterseeisches Großinstrument zur Detektion von Neutrinos kosmischer Herkunft. Antares, auch der Name eines Sterns, steht hier als Akronym für Astronomy with a Neutrino Telescope and Abyss environmental RESearch. Es befand sich im Mittelmeer in etwa 2500 m Tiefe, 30 km vor der Küste von Toulon (Südfrankreich). Messungen wurden von 2006 bis 2022 durchgeführt. Nachfolger ist das KM3NeT-Neutrinoobservatorium.

## Aufbau und Funktionsweise

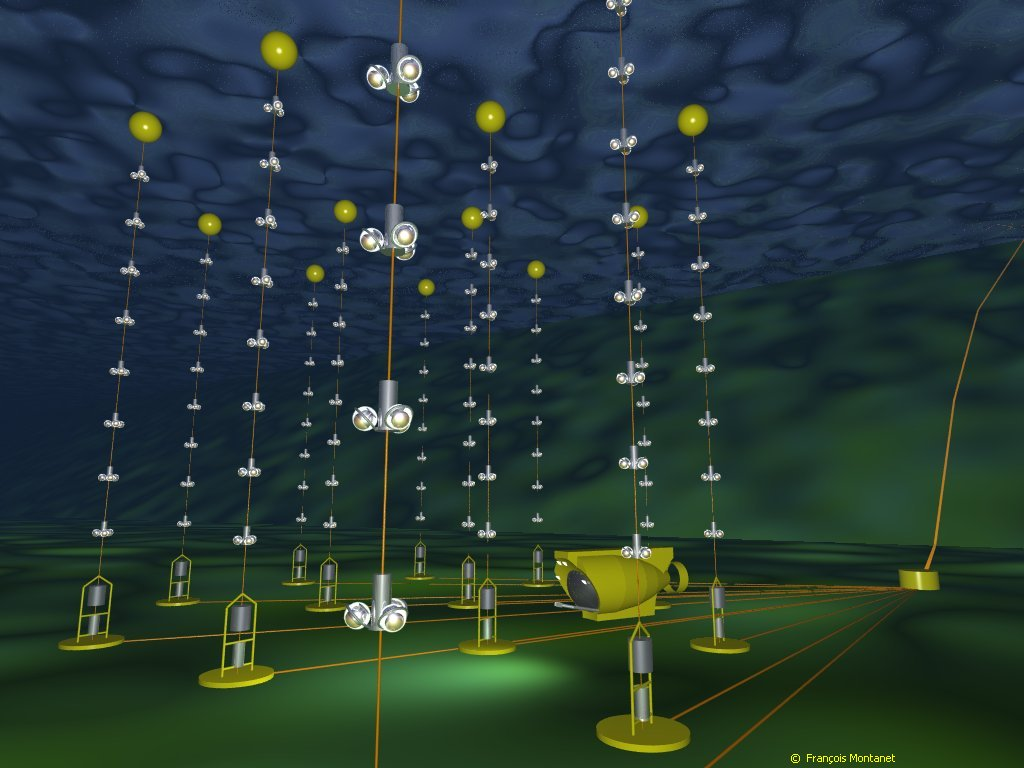
Gesamtaufbau

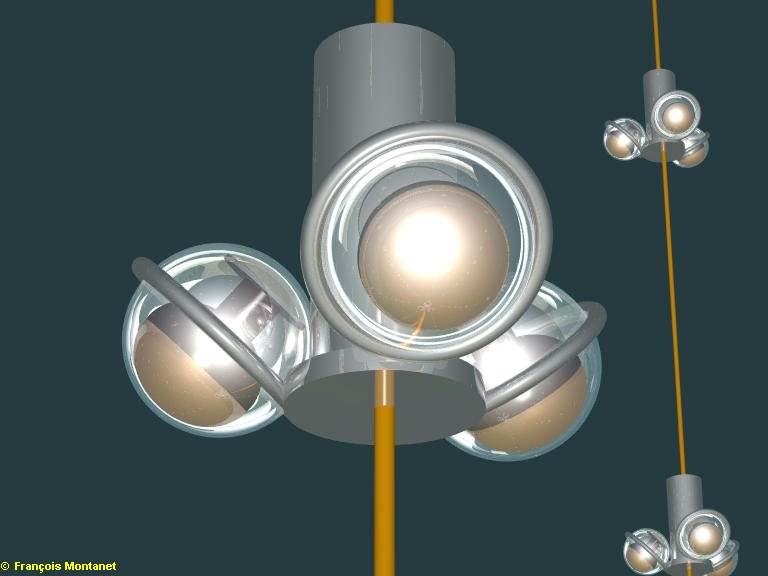
Tscherenkow-Detektoreinheit mit drei Elementen

Neutrinos sind elektrisch neutral, praktisch masselos und reagieren mit Materie nur durch Schwache Wechselwirkung. Deshalb ist ihr Nachweis schwierig. Im Antares-Experiment werden sie über die Tscherenkow-Strahlung nachgewiesen, die die geladenen Reaktionsprodukte der Neutrinos im Wasser erzeugen, ähnlich wie im IceCube-Detektor. Um genügend viele Teilchensignale für statistisch signifikante Aussagen zu ergeben, muss das Detektorvolumen groß sein, und es müssen jahrelang Daten gesammelt werden. Der Antares-Detektor bedeckt auf dem Meeresgrund eine Fläche von 10 Hektar und umfasst ein Volumen von rund 1 Kubikkilometer. Die optischen Detektorelemente (Moduln) sind an 450 m langen senkrechten Ketten (strings) am Meeresboden verankert, der dort südlich der Insel Porquerolles rund 2400 m tief ist. Die Kabel kommen in La Seyne-sur-Mer an der Küste an. Die Signale werden dort im Institut Michel Pacha ausgewertet.
Das Interesse gilt denjenigen Neutrinos, welche durch die Erde hindurch aus der südlichen Himmelssphäre kommen. Das Reaktionsprodukt aus einem Neutrinostoß – meist ein Myon – setzt aus kinematischen Gründen den Weg des Neutrinos praktisch geradlinig fort. Die Anordnung aus 960 Detektorelementen kann über die Eintreffzeitpunkte des Lichtes die Bewegungsrichtung des geladenen Teilchens und damit des Neutrinos ermitteln. Die Bezeichnung als Neutrino-Teleskop weist auf diese Richtungsempfindlichkeit hin. ANTARES ist empfindlich auf Neutrinos mit Energien oberhalb 10 GeV.
Der genutzte optische Spektralbereich, Wellenlängen um 400 bis 500 nm, ist nicht der Bereich des Maximums der Tscherenkow-Strahlung. Jedoch sind hier die verwendeten Photomultiplier am empfindlichsten und auch die Lichtdurchlässigkeit des Wassers am höchsten.

## Geschichte
Nach einer Machbarkeitsstudie, deren Abschlussbericht 1999 vorlag, wurde Ende 1999 eine erste Detektorkette als Prototyp im Meer ausgebracht. Ihre Messergebnisse stimmten mit den Erwartungen gut überein. Ende 2002 war das 40 km lange Kabel mit der Stromversorgung und Lichtleitern für die Datenübertragung verlegt und konnte angeschlossen werden. Nach weiteren Prototyp-Versuchen wurden ab 2006 die endgültigen Detektorketten installiert und die ersten Daten gespeichert. Bis dahin waren auch Geräte für andere Forschungsgebiete mit aufgebaut worden; so war mit einem zum ANTARES-Projekt gehörenden Seismometer im August 2005 ein Erdbeben in Japan registriert worden. Im Februar 2007 konnte erstmals die Richtung eines detektierten Neutrinos aus den empfangenen Signalen errechnet werden. Es handelte sich in diesem Fall vermutlich um ein atmosphärisches Neutrino aus der südlichen Erdhemisphäre.
2008 konnten die letzten zwei Strings installiert und angeschlossen werden.
Mitte Februar 2022, fast genau 16 Jahre nach der Installation der ersten Detektorkette, wurde die Datenaufnahme beendet, da der Aufbau der Nachfolger-Teleskope von KM3NeT Ende 2021 weit genug fortgeschritten war, um die Messungen zu übernehmen. Der Tauchroboter Nautile des Schiffs Pourquoi Pas ? löste die Verbindungen zwischen den Detektorketten und der unterseeischen Anschlussbox. Im Mai und Juni 2022 wurde dann das Equipment mit Hilfe der auch bei Aufbau und Betrieb oft genutzten Schiffe Castor 02 und Janus II mit dem Tauchroboter Apache geborgen. Die Komponenten werden entweder weiterverwendet, recycelt oder an Museen gegeben. Auch der bei Antares ab 2013 getestete Prototyp der KM3NeT-Messmodule wurde geborgen. An Ort und Stelle verblieb eine unterseeische Anschlussbox, die für die Weiternutzung des Hauptkabels durch die KM3NeT-Infrastruktur verwendet wird.

## Ergebnisse (Auswahl)
2012 wurden Ergebnisse von ANTARES zur Neutrinooszillation atmosphärischer Neutrinos veröffentlicht. 2013 wurde über Ergebnisse einer Suche nach der Paarvernichtung von WIMPs in der Sonne berichtet. 2019 erschien eine Untersuchung zur Oszillation atmosphärischer Neutrinos.
Antares wurde auch für die Meeresforschung eingesetzt (zum Beispiel Lokalisierung und akustische Beobachtung von Walen, Biolumineszenz).
Bis 2022 publizierte die Antares Collaboration mehr als 90 wissenschaftliche Veröffentlichungen und ermöglichte mehr als 100 Dissertationen. Auf Basis des gesamten Datensatzes sind weitere Untersuchungen geplant. Ein Legacy-Datensatz soll zur weiteren Nutzung durch andere veröffentlicht werden.

## Nachfolgeexperiment
Nachfolger ist das Neutrinoobservatorium KM3NeT, mit mehreren Standorten im Mittelmeer, einer davon nahe des ehemaligen ANTARES-Standorts. Die Suche nach kosmischen Neutrinos setzt das ähnlich aufgebaute, aber größere KM3NeT-Teleskop ARCA vor der Küste Siziliens fort. Im Endausbau soll es ein Meeresvolumen im Kubikkilometer-Maßstab nutzen, während ANTARES nur 0,1 Kubikkilometer umfasste. KM3NeT ist auf der Nordhalbkugel das Gegenstück zu IceCube am Südpol. Beide beobachten vergleichbare Ereignisse, aber jeweils auf unterschiedlichen Himmelsbereichen.

## Organisation
Ersteller und Betreiber war die ANTARES Collaboration, eine Gruppe von Instituten, Universitäten und Forschungseinrichtungen, geführt von  Frankreich und Italien, unter Beteiligung von Australien, Deutschland, Marokko, Niederlande, Rumänien und Spanien. Beteiligte Forschungsbereiche sind Astrophysik und Astronomie, Geophysik sowie Ozeanographie.